# Băgaciu (Mureș)
Băgaciu (deutsch Bogeschdorf, siebenbürgisch-sächsisch Bogeschtref, ungarisch Szászbogács) ist eine Gemeinde in der Region Siebenbürgen im Kreis Mureș in Rumänien.

## Geschichte
Bogeschdorf wurde um das Jahr 1300 von Siebenbürger Sachsen ursprünglich auf Adelsboden gegründet, errang dann aber zusammen mit den benachbarten Ortschaften des Mediascher Stuhls das Hermannstädter Recht und wurde somit freie Gemeinde des Königsbodens. Die erste urkundliche Erwähnung stammt aus dem Jahr 1359.

## Bilder

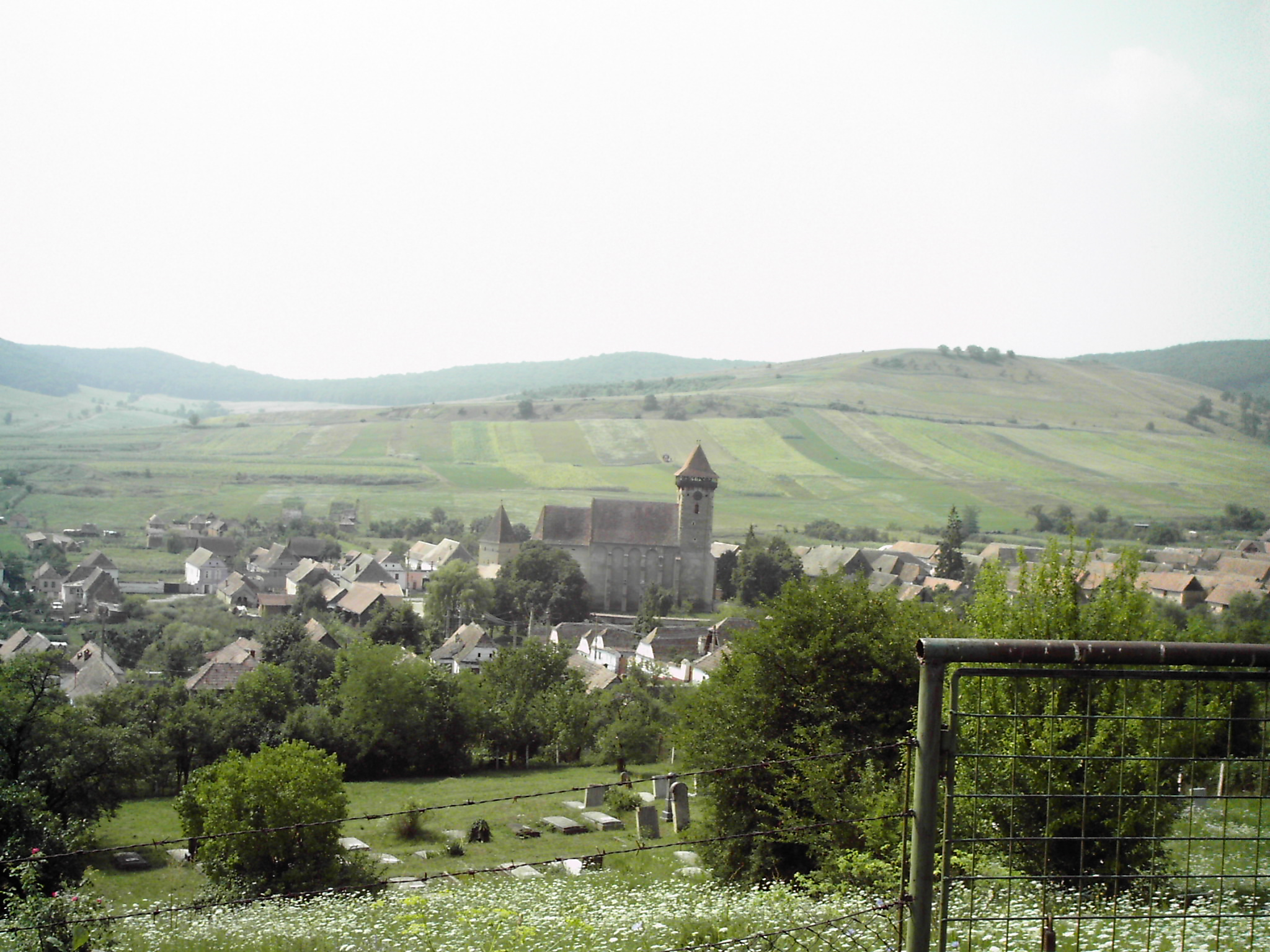
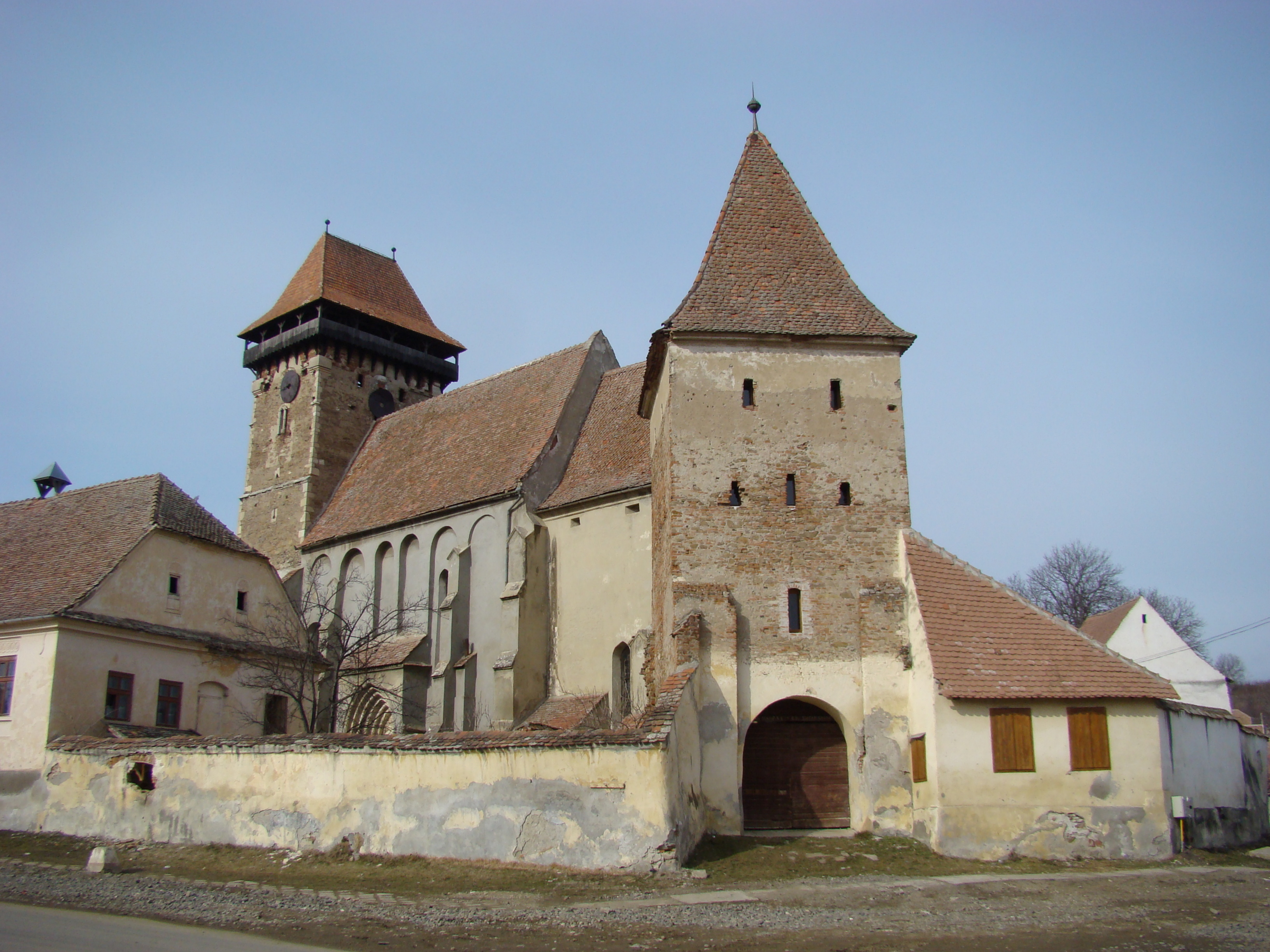
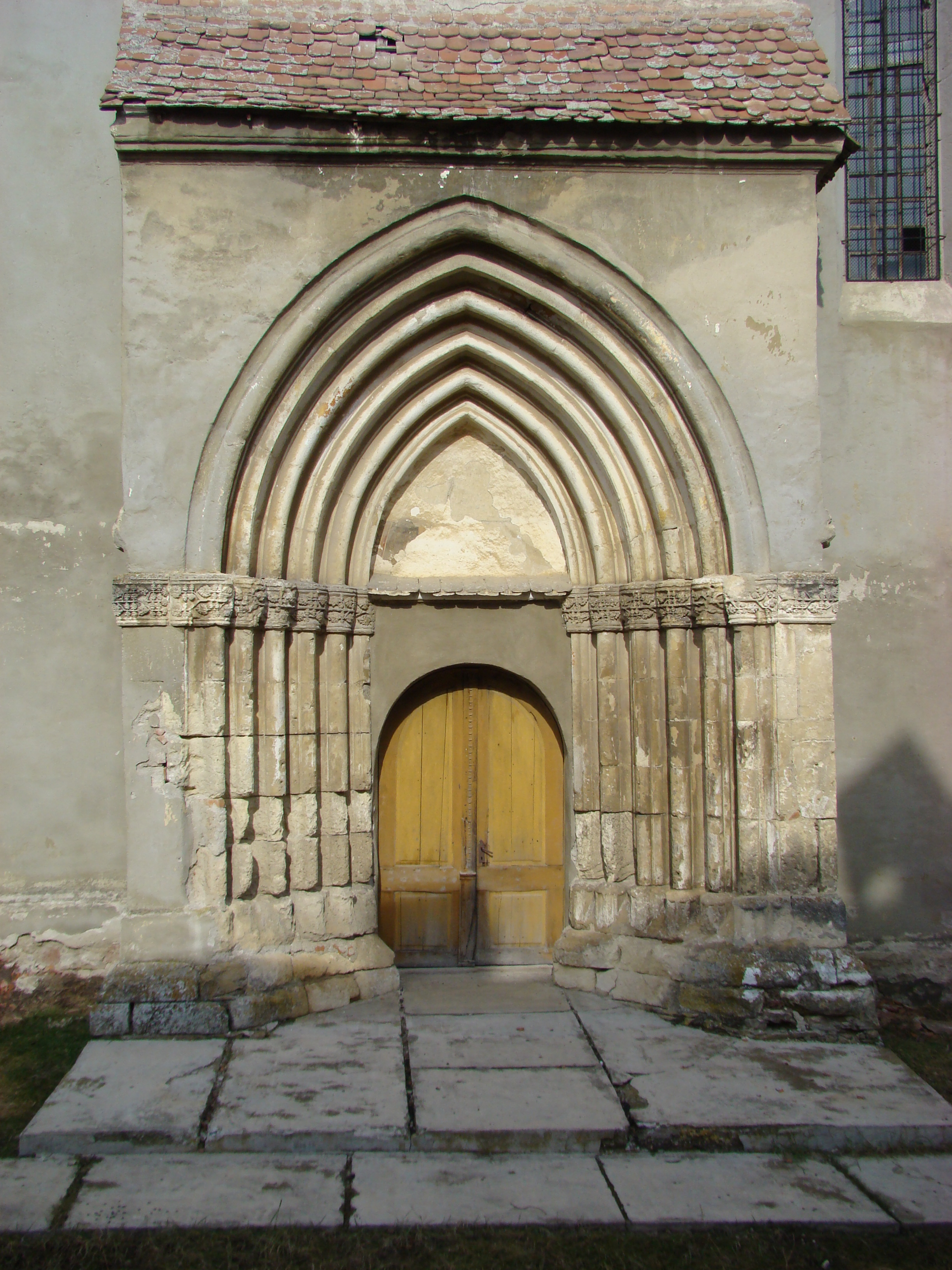
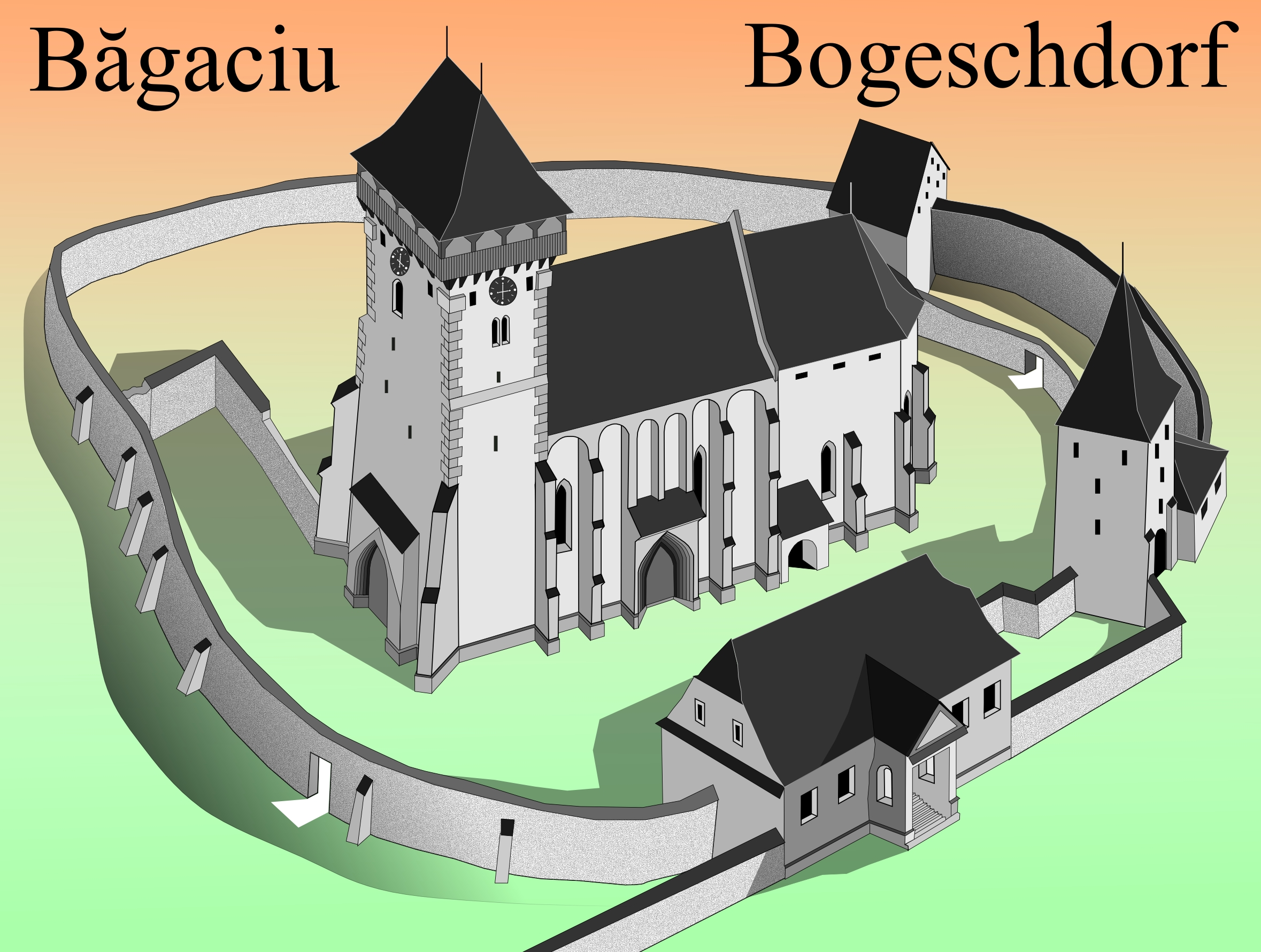